# The Pagemaster (datorspel)
The Pagemaster är ett plattformsspel från 1994, baserat på filmen med samma namn. Fienderna består av bland annat fladdermöss, flygande böcker, händer, spöken och pirater. PC-version är ett interaktivt äventyrsspel, med mindre influenser från filmen.

### Fotnoter
1. ↑  ”The Pagemaster” (på svenska). Super Power (Solna) (5 1995). 23 maj 1995. Läst 24 april 2014.